# 제로 (2018년 영화)
제로(Katrina Meri Jaan, Zero)는 인도에서 제작된 어난드 라이 감독의 2018년 드라마, 멜로/로맨스, SF 영화이다. 샤룩 칸 등이 주연으로 출연하였고 고리 칸 등이 제작에 참여하였다.

## 출연

### 주연
- 샤룩 칸
- 아누쉬카 샤르마
- 카트리나 카이프